# DotGNU
DotGNU計畫是GNU為了提供Microsoft .NET一份自由软件替代品的一部份。這個計畫其它的目標包含了支援非Windows平台和支援更多的中央处理器。2012年12月，DotGNU计划解散，但其中的libJIT构件成为了一个独立的发行包。

## 简介
DotGNU主要的目標是要提供一個百分之百相容於通用语言架构的類別館。然而矛盾的是，另外一個開放源始碼的實作，Mono提供了百分之百相容於CLS規範的類別館並且提供了目前由微軟所釋出的商業版本.NET的類別館。

## libJIT
libJIT（页面存档备份，存于）即时编译库是为用在虚拟机实现、动态编程语言和脚本语言中的高级即时编译而开发的库。它实现了基于三位址码的中间表示，其中变量以静态单赋值形式保存。
libJIT已经被用于其他开源计划，包括GNU Emacs、ILDJIT和HornetsEye。

## 引用
1. ↑   （页面存档备份，存于）  （页面存档备份，存于）
2. ↑  .   [2019-05-28]. （原始内容存档于2019-05-28）.
3. ↑  .   [2019-05-28]. （原始内容存档于2019-05-22）.